# Hyloscirtus pantostictus
Hyloscirtus pantostictus es una especie de anfibios de la familia Hylidae.
Habita en la vertiente oriental de los Andes en Colombia y Ecuador, a altitudes entre 1950 y 2700 m.
Sus hábitats naturales incluyen montanos secos, ríos y zonas previamente boscosas ahora muy degradadas.
Está amenazada de extinción por la destrucción de su hábitat natural.